# 桑卓·馬穆克拉什維利
亞歷山大·「桑卓」·馬穆克拉什維利（1999年5月23日—），格魯吉亞－美国職業篮球員，現效力NBA多倫多暴龍。他在大學時為薛頓賀爾大學效力。在意大利青年隊就讀一段時間後，他就讀於籃球強隊蒙特沃德学院。在為薛頓賀爾大學效力的大學三年級賽季，馬穆克拉什維利雖因手腕受傷而缺陣數週，但他平均每場也獲得了11.9分。在大學四年級賽季，他與科林·格里斯佩和傑里邁亞·羅賓遜-厄爾共同獲得了大東聯盟年度最佳球員的殊榮。

## 早期生活與高中生涯
馬穆克拉什維利在紐約出生，他在嬰兒時期搬到格鲁吉亚第比利斯，並在那裡成長。他能說流暢的英語、格魯吉亞語、俄羅斯語和意大利語。他的祖母伊拉·加巴什維利曾是蘇聯國家女子籃球隊成員。馬穆克拉什維利的兄長大衛在他年幼時就帶他入門了籃球，而桑卓在成長的過程中視格魯吉亞球員扎扎·帕楚里亚為偶像。2008年8月，在俄格戰爭爆發時，他正於芝加哥拜訪他的姨姨，著名鋼琴家埃特里·安賈帕里澤。大衛現時在紐澤西州布萊爾學院當英語老師。
在他14歲的時候，馬穆克拉什維利搬到了意大利比耶拉就讀高中。他為U17，U18和U19隊伍出戰，幫助隊伍在全國總決賽中獲得季軍。馬穆克拉什維利說搬到意大利很艱難，但他的球會和主教練費德里科·丹納使任何事情對他來說都變得有可能。2016年，他搬到美國就讀籃球強隊蒙特沃德学院。在那裏，他與後來簽約纽约尼克斯並獲2019年NBA選秀探花的R·J·巴瑞特為隊友關係。在馬穆克拉什維利就讀蒙特沃德學院時，帕楚利亞成為了他的導師，並向他介紹了一些球員，例如斯蒂芬·库里。馬穆克拉什維利在球隊以72–45戰勝格林斯伯勒日間學校的比賽中取得了11分，幫助蒙特沃德晉身「迪克體育用品高中籃球全國賽」總決賽。
2017年4月20日，馬穆克拉什維利承諾為薛頓賀爾大學出戰大學籃球，而拒絕了來自南加州大學、南卡羅萊納大學和范德堡大學的邀請。他選擇海盜隊是因為他的高中教練凱文·博伊爾與薛頓賀爾大學教練凱文·威拉德有良好關係和他的哥哥大衛住在附近。

## 大學生涯
作為一名大學一年級球員，馬穆克拉什維利平均每場取得2.6分、1.9個籃板和0.5次阻攻，幫助海盜隊闖進NCAA錦標賽的第二輪。他在大學一年級賽季表現最好的一場比賽是球隊在2018年2月14日對戰澤維爾大學的比賽，在比賽中，他取得了17分和7個籃板。作為一名大學二年級球員，馬穆克拉什維利平均每場取得8.9分和7.8個籃板。12月19日，在球隊以90–76戰勝聖心大學的比賽中，馬穆克拉什維利投籃11射8中，取得了賽季新高23分，並取得8個籃板。大學二年級賽季結束後，馬穆克拉什維利在第比利斯的青訓營與帕楚利亞合作，擴大了他的比賽範圍：增加了墊步的技巧和提高了他的三分球命中率。
2019年11月29日，於球隊在巴哈馬以84–76戰勝愛荷華州立大學的比賽中，馬穆克拉什維利投籃10射7中，取得了18分和6個籃板。在亞特蘭蒂斯之戰錦標賽期間，馬穆克拉什維利平均每場取得14分、5.7個籃板和2次助攻，也取得了61%的投籃命中率和60%的三分命中率。在12月8日對戰愛荷華州立大學的比賽中，他右腕斷裂，缺陣了數星期。 2020年1月29日，他回歸了賽場，在球隊以64–57戰勝德保羅大學的比賽中出戰了5分鐘。2月19日，在他父親祖拉布在兩年裏首次觀看他出戰的比賽的情況下，馬穆克拉什維利在球隊以74–72戰勝巴特勒大學的比賽中獲得了15分和6個籃板，並在比賽剩下0.6秒的時候透過隊友發邊線球而投進了致勝球。2月29日，在球隊以88–79戰勝馬凱特大學的比賽中，他取得了賽季新高26分。作為一名大學三年級球員，馬穆克拉什維利平均每場取得11.9分和6個籃板。賽季結束後，他宣布參加2020年NBA選秀，但沒有聘請經紀人，這表明他很有可能回到薛頓賀爾大學完成大學四年級。收到了選秀第二輪的預測後，馬穆克拉什維利於8月1日宣布他從選秀中退出，並在大學四年級回歸薛頓賀爾大學。
在他的大學四年級賽季開始前，馬穆克拉什維利入選了季前大东联盟最佳陣容第一隊，他被看好能幫助代替已經畢業的邁爾斯·鮑威爾的位置。2020年12月11日，在球隊以77–68戰勝聖若望大學的比賽中，他取得了生涯新高32分，並取得9個籃板和3次助攻。2021年2月16日，馬穆克拉什維利在球隊以60–52戰勝德保羅大學的比賽中，取得了大學生涯第1000分，而他在這場比賽中取得了25分、11個籃板和4次助攻。他平均每場取得17.5分、7.6個籃板和3.2次助攻。在賽季完結後，他獲得了大東聯盟年度最佳球員，也作為紐約都會區裏最佳的球員，獲得了哈格蒂獎。 馬穆克拉什維利也獲得了美聯社全美榮譽獎，並入選了卡爾·馬龍獎的決選名單。

## 職業生涯

### 密爾沃基公鹿（2021年–2023年）
馬穆克拉什維利在2021年NBA選秀第二輪第54順位被印第安纳步行者選中。他與第60順位的喬治·克萊扎基斯的選秀權和兩個未來第二輪選秀順位被交易到密尔沃基雄鹿，以換取第31順位的以賽亞·托德的選秀權。2021年8月4日，雄鹿與他簽下双向合同。在合約的條款下，他會在公鹿與它的附屬球隊NBA G聯盟的威斯康辛鹿群中分配時間。2021年10月19日，馬穆克拉什維利完成了NBA首秀，他在球隊以127–104戰勝布鲁克林篮网的比賽中替補出場，取得了1個籃板和1次助攻。10月26日，他被分配到威斯康辛鹿群。11月29日，馬穆克拉什維利在鹿群戰勝风城公牛的比賽中取得了28分、6個籃板、3次助攻、3次阻攻和1次抄截。他在2021年12月因病缺席了兩場賽事。
馬穆克拉什維利加入了公鹿的2022年NBA夏季聯賽陣容。2022年7月18日，馬穆克拉什維利入選了NBA夏季聯賽最佳陣容第一隊。
2023年3月1日，馬穆克拉什維利被球队裁掉。

### 圣安东尼奥马刺（2023年–至今）
2023年3月3日，圣安东尼奥马刺队通过认领程序签下馬穆克拉什維利，并将其双向合同正式转换为标准NBA保障合同。3月4日，馬穆克拉什維利完成新东家首秀，在圣安东尼奥马刺队110-122不敌休斯顿火箭队的比赛中替补登场，拿下6分2个篮板。2022-23赛季剩余比赛，馬穆克拉什維利为球队出战19场比赛，场均得到10.8分6.8个篮板。
2023年7月28日，圣安东尼奥马刺队宣布与馬穆克拉什維利达成续约协议。 2024年4月12日，馬穆克拉什維利在圣安东尼奥马刺队121-120战胜丹佛掘金队的NBA常规赛中砍下21分12个篮板的两双数据。 2023-24赛季，馬穆克拉什維利为马刺出战46场常规赛，场均得到4.1分3.2个篮板。 
2025年3月19日，馬穆克拉什維利在圣安东尼奥马刺队120-105战胜纽约尼克斯队的NBA常规赛中，以19分27秒的出场时间，砍下了14投13中，三分球7中7的优异表现，得到了34分。创造了NBA出场20分钟以下，最高得分的新纪录。

## 國家隊生涯
2018年7月，馬穆克拉什維利代表格鲁吉亚國家男子籃球隊出戰2019年国际篮联篮球世界杯外圍賽和代表格魯吉亞U20國家男子籃球隊參加FIBA歐洲U20錦標賽。在歐洲錦標賽裏，他平均每場取得8.7分、7個籃板和1.7次助攻。

## 生涯數據

### NBA
| 賽季     | 球隊     | GP       | GS       | MPG      | FG%                | 3P%                | FT%                | RPG                | APG                | SPG                | BPG                | PPG                |
| -------- | -------- | -------- | -------- | -------- | ------------------ | ------------------ | ------------------ | ------------------ | ------------------ | ------------------ | ------------------ | ------------------ |
| 2021–22  | MIL      | 41       | 3        | 9.9      | .496               | .423               | .818               | 2.0                | .5                 | .2                 | .2                 | 3.8                |
| 2022–23  | MIL      | 24       | 0        | 9.0      | .328               | .219               | .667               | 2.3                | .7                 | .2                 | .2                 | 2.4                |
| 2022–23  | SAS      | 19       | 7        | 23.3     | .453               | .343               | .692               | 6.8                | 2.4                | .5                 | .4                 | 10.8               |
| 2023–24  | SAS      | 46       | 5        | 9.8      | .471               | .297               | .735               | 3.2                | 1.1                | .2                 | .3                 | 4.1                |
| 2024–25  | SAS      | 49       | 0        | 9.4      | .526               | .412               | .738               | 2.7                | .6                 | .4                 | .3                 | 5.7                |
| 生涯     | 生涯     | 179      | 15       | 11.0     | .474               | .359               | .729               | 3.1                | .9                 | .3                 | .3                 | 5.0                |
| 参考资料 | 参考资料 | 参考资料 | 参考资料 | 参考资料 | 更新时间2025-03-25 | 更新时间2025-03-25 | 更新时间2025-03-25 | 更新时间2025-03-25 | 更新时间2025-03-25 | 更新时间2025-03-25 | 更新时间2025-03-25 | 更新时间2025-03-25 |

### 大學
| 賽季    | 球隊     | GP  | GS | MPG  | FG%  | 3P%  | FT%  | RPG | APG | SPG | BPG | PPG  |
| ------- | -------- | --- | -- | ---- | ---- | ---- | ---- | --- | --- | --- | --- | ---- |
| 2017–18 | 薛頓賀爾 | 34  | 0  | 9.6  | .471 | .296 | .600 | 1.9 | .5  | .2  | .5  | 2.6  |
| 2018–19 | 薛頓賀爾 | 34  | 34 | 29.2 | .437 | .301 | .612 | 7.8 | 1.6 | .6  | 1.2 | 8.9  |
| 2019–20 | 薛頓賀爾 | 20  | 18 | 26.1 | .540 | .434 | .658 | 6.0 | 1.4 | .5  | .6  | 11.9 |
| 2020–21 | 薛頓賀爾 | 27  | 27 | 35.6 | .434 | .336 | .714 | 7.6 | 3.2 | 1.1 | .6  | 17.5 |
| 生涯    | 生涯     | 115 | 79 | 24.4 | .459 | .339 | .663 | 5.7 | 1.6 | .6  | .7  | 9.6  |

## 外部連結
- 薛頓賀爾大學簡介 （页面存档备份，存于）
- 桑卓·馬穆克拉什維利在fiba.basketball（英语）
- 桑卓·馬穆克拉什維利在NBA官網（英语）
- 桑卓·馬穆克拉什維利在NBA G聯盟官網（英语）
- 桑卓·馬穆克拉什維利在Basketball-Reference.com（NBA）（英语）
- 桑卓·馬穆克拉什維利在Basketball-Reference.com（NBA G聯盟）（英语）
- 桑卓·馬穆克拉什維利在Basketball-Reference.com（國際）（英语）
- 桑卓·馬穆克拉什維利在Sports-Reference.com（NCAA）（英语）
- 桑卓·馬穆克拉什維利在ESPN（NBA）（英语）
- 桑卓·馬穆克拉什維利在Eurobasket.com（球員）（英语）
- 桑卓·馬穆克拉什維利在Proballers（英语）
- 桑卓·馬穆克拉什維利在RealGM（球員）（英语）